# إميل كوستادينوف
إميل كوستادينوف (بالبلغارية: Емил Костадинов) مواليد 12 أغسطس 1967 في صوفيا، هو لاعب كرة قدم بلغاري سابق كان يلعب كلاعب وسط. سبق له أن لعب في كأس العالم لكرة القدم مع منتخب بلاده. لعب خلال مسيرته 322 مباراة سجل خلالها 107 أهداف.

## المسيرة الاحترافية

### أندية لعب لها
- سسكا صوفيا
- نادي بورتو
- ديبورتيفو لاكورونيا
- بايرن ميونخ
- نادي فنربخشة
- تايجرز أونال
- نادي ماينتس 05

## روابط خارجية
- إميل كوستادينوف على موقع الاتحاد الدولي (مؤرشف)  (الإنجليزية)
- إميل كوستادينوف على موقع الاتحاد الأوربي (الإنجليزية)
- إميل كوستادينوف على موقع اتحاد تركيا (لاعب) (الإنجليزية)
- إميل كوستادينوف على موقع قاعدة بيانات كرة القدم.إي يو (الإنجليزية)
- إميل كوستادينوف على موقع بيانات كرة القدم. دي إي (الألمانية)
- إميل كوستادينوف على موقع ليكيب (الفرنسية)
- إميل كوستادينوف على موقع ناشيونال فوتبول تيمز (الإنجليزية)
- إميل كوستادينوف على موقع عالم كرة القدم.نت (الإنجليزية)